# Миллер, Павел Иванович
Павел Иванович Миллер (1862—1911) — государственный деятель Российской империи, товарищ министра торговли и промышленности (1909—1911), тайный советник.

## Биография
Родился в 1862 году в дворянской семье. Образование получил в Императорском Александровском лицее, окончив его в 1883 году (XXXIX курс) с чином IX класса и 20 мая того же года поступил на службу по ведомству Министерства финансов; был чиновником особых поручений при министре финансов; 9 апреля 1900 года произведён в действительные статские советники.
С 14 февраля 1903 года по 1905 год — директор Торгово-Телеграфного Агентства (ТТА), переименованного 1 сентября 1904 года в Санкт-Петербургское телеграфное агентство, где именовался уже директором-распорядителем. Одновременно до занятия нового поста редактор журнала Министерства финансов «Вестник финансов, промышленности и торговли» и «Торгово-промышленной газеты».
С 1905 года агент Министерства финансов в Берлине, причисленный к российскому посольству в Берлине, одновременно член Совета министра финансов; в 1909 году агент Министерства финансов одновременно в Берлине и Вене, а также член Совета министра финансов. Под его руководством был составлен проект улучшения торговых портов. В некрологе, опубликованном в журнале «Нива», сотрудником которого П. И. Миллер был с 1896 года, его деятельность в Министерстве финансов была охарактеризована так:

П. И. Миллер принимал видное участие во всех наиболее крупных начинаниях, которыя проводило в последнее время в жизнь Министерство Финансов. Так, между прочим, под его руководством был составлен обширный проект улучшения торговых портов, частью уже принятый Государственной Думой. Помимо этого, покойный участвовал во многих общественных учреждениях — в Императорском Русском Техническом Обществе, в Кассе взаимопомощи литераторов и учёных, в Обществе Красного Креста и т. д.
— Миллер, Павел Иванович: Некролог // Журнал «Нива» № 32 от 6 августа 1911 г.
С 1909 года и до конца жизни занимал пост товарища министра торговли и промышленности; получил чин тайного советника.
За свою службу Миллер был награждён рядом российских орденов, в том числе орденом Святого Владимира 3-й степени (1905) и орденом Святого Станислава 1-й степени (1906), а также многими иностранными орденами.
Одновременно со службой занимался литературным творчеством, в частности авторским правом.
Его друзья и коллеги по журналу «Нива» в некрологе очень тепло раскрывают общечеловеческие качества П. И. Миллера:

П. И. Миллер был человеком широких взглядов и идейных замыслов. В нём сочеталось в красивой гармонии стремление обогатить и улучшить Россию с знанием России. Он был одним из немногих деятелей, которые прекрасно знают не только своё профессиональное дело, но и страну, для которой они работают. Но, этого мало: П. И. Миллер был истинный и искренний патриот. Он любил Россию и страдал за неё, видя современную общественную разруху. Но, будучи крайне скромным человеком, он умел таить свой патриотизм и проявлял его не словами, а только делами.
— Миллер, Павел Иванович: Некролог // Журнал «Нива» № 32 от 6 августа 1911 г.
Скончался 24 июля (6 августа) 1911 года.

## Публикации
- Фотографическая собственность.//Журнал гражданского и уголовного права. — СПб., 1883. - Книга 9.
- Фотографическая собственность.//Фотограф. — СПб., 1883. — № 4. — С. 99—105; № 5. — С. 117—122; № 6. — С. 142—149; № 7. — С. 170—172;
- Фотографическая собственность / [П. Миллер]. — [Санкт-Петербург] : тип. А. Суворина, ценз. 1883. — 22 с.
- «Въ Грецію». Путевые очерки. Литературные приложения к журналу «Нива». — 1895.
- «Бумажныя деньги». Очерк. Литературные приложения к журналу «Нива». — 1895.
- Экспертное свиноводство в Дании.//Русское экономическое обозрение. — СПб., 1898. — № 8.
- Экспортное свиноводство в Дании. — СПб., 1898.
- Лейпцигская ярмарка — 1900
- То же.//Русское экономическое обозрение за 1899 г. — СПб., 1899.
- Финансовые итоги эксплуатации прусских казенных железных дорог за 1905-1909 гг. //Вестник финансов, промышленности и торговли. — СПб., 1909. — № 46-49; отд. изд.: Санкт-Петербург : тип. ред. период. изд. М-ва фин., 1910. — 69 с.

## Семья
С 21 сентября 1886 года его женой стала Ольга Ивановна (23.05.1863—?), дочь директора Ларинской гимназии И. Ф. Кнорринга. Их дети:
- Ольга (21.02.1888—1964), с 10 октября 1910 года была замужем за Алексеем Сергеевичем Глазенапом, сыном профессора астрономии С. П. Глазенапа; 22 июля 1911 года у них родился сын Павел.
- Дмитрий (16.09.1893—?)